# Людвік Шолінян
Людвік Камович Шолінян (хауса Լյուդվիկ Շոլինյան; нар. 20 січня 1990, Алаверді, Вірменська РСР, СРСР) — український боєць змішаних бойових мистецтв вірменського походження, представник легшої вагової категорії. Виступає на професійному рівні, починаючи з 2016 року, відомий за участю у турнірах бійцівських організацій Bellator, M-1, LFA, у 2021 році підписав контракт із найбільшою організацією світу — UFC (де зазначений як представник Вірменії).
Учасник шоу The Ultimate Fighter 29-го сезону. Він став першим бійцем з України в історії цього проєкту. У цьому шоу він дійшов до півфіналу і отримав бонус від Дейни Вайта за найкращий бій сезону.
Також є бронзовим призером Чемпіонату Європи зі змішаних єдиноборств серед любителів, чемпіоном України з ММА та переможцем кубка України з вільної боротьби.

## Біографія
Людвік Шолінян народився в вірменській родині в місті Алаверді, Вірменська РСР. У трилітньому віці Людвік та його родина переселилася в Україну, місто Київ. З дитинства захоплювався вільною боротьбою. Виступав на різних змаганнях, є неодноразовим переможцем першості України з вільної боротьби та переможцем Кубка України. Пізніше почав захоплюватися бойовим самбо та змішаними єдиноборствами. Професійну кар'єру розпочав у 2015 році.
Людвік має вищу спортивну освіту, закінчив Національний університет фізичного виховання та спорту України. Служив у Збройних силах України.

## Спортивна кар'єра

### Професійний спорт
Дебютував у змішаних єдиноборствах на професійному рівні 24 жовтня 2015 року на турнірі ProFC Ukraine SPS, де одностайним рішенням суддів здобув перемогу над Дмитром Міщенком.
Наступний бій провів 17 лютого 2018 року в організації MMA Pro Ukraine, де здобув перемогу над Давидом Овакімяном (одностайне рішення суддів).
Третій бій у кар'єрі провів 24 травня 2018 року в організації M-1, звів унічию з Олександром Осетровим.
Далі здобув три перемоги поспіль над Далером Яхієвим (ProFC Ukraine SPS 5), Канібеком Бакієвим (GCFC MMA 2018 Golden Coat Fighting Championship), та Олександром Моргуном (WMMAA 2018 European MMA Championships).
Після цього, 15 листопада 2018 року, дебютував в організації Bellator, де отримав першу поразку у своїй професійній кар'єрі від бразильського бійця Сайдемара Оноріо одноголосним рішенням суддів.
Далі виступав у таких організаціях, як MMA PRO, LFA, GLADIATOR, Lightsout, дебютував у США та здобув чотири перемоги поспіль: над Микитою Буравчиком, Вінсом Качеро, Девідом Едуардо та Юма Хоріучі. Став учасником 29-го бійцівського шоу The Ultimate Figher, де дійшов до півфіналу та отримав нагороду за найкращий бій сезону. 
У 2021 році підписав контракт з UFC. В UFC (Абсолютний бійцівський чемпіонат) провів два бої: 4 вересня 2021 року програв за одностайним рішенням валлійському бійцю Джеку Шору (UFC Fight Night: Brunson vs. Till) та 5 листопада 2022 року — американцю Джонні Муньйосу (UFC Fight Night: Mitchell vs. Evloev).

## Титули та досягнення

### Змішані єдиноборства

#### Чемпіонат Європи з MMA
- 2018 Бронзовий призер чемпіонату Європи з ММА

#### Чемпіонат України з MMA
- 2018 Чемпіон України з ММА

### Вільна боротьба

#### Першість України з вільної боротьби
- 2013 Переможець першості України з вільної боротьби
- 2014 Переможець першості України з вільної боротьби

#### Кубок України з вільної боротьби
- 2015 Переможець Кубка України з вільної боротьби

### Самбо

#### Кубок України з бойового самбо
- 2015 Бронзовий призер Кубка України з бойового самбо